# Bakkerijhulpmiddelen

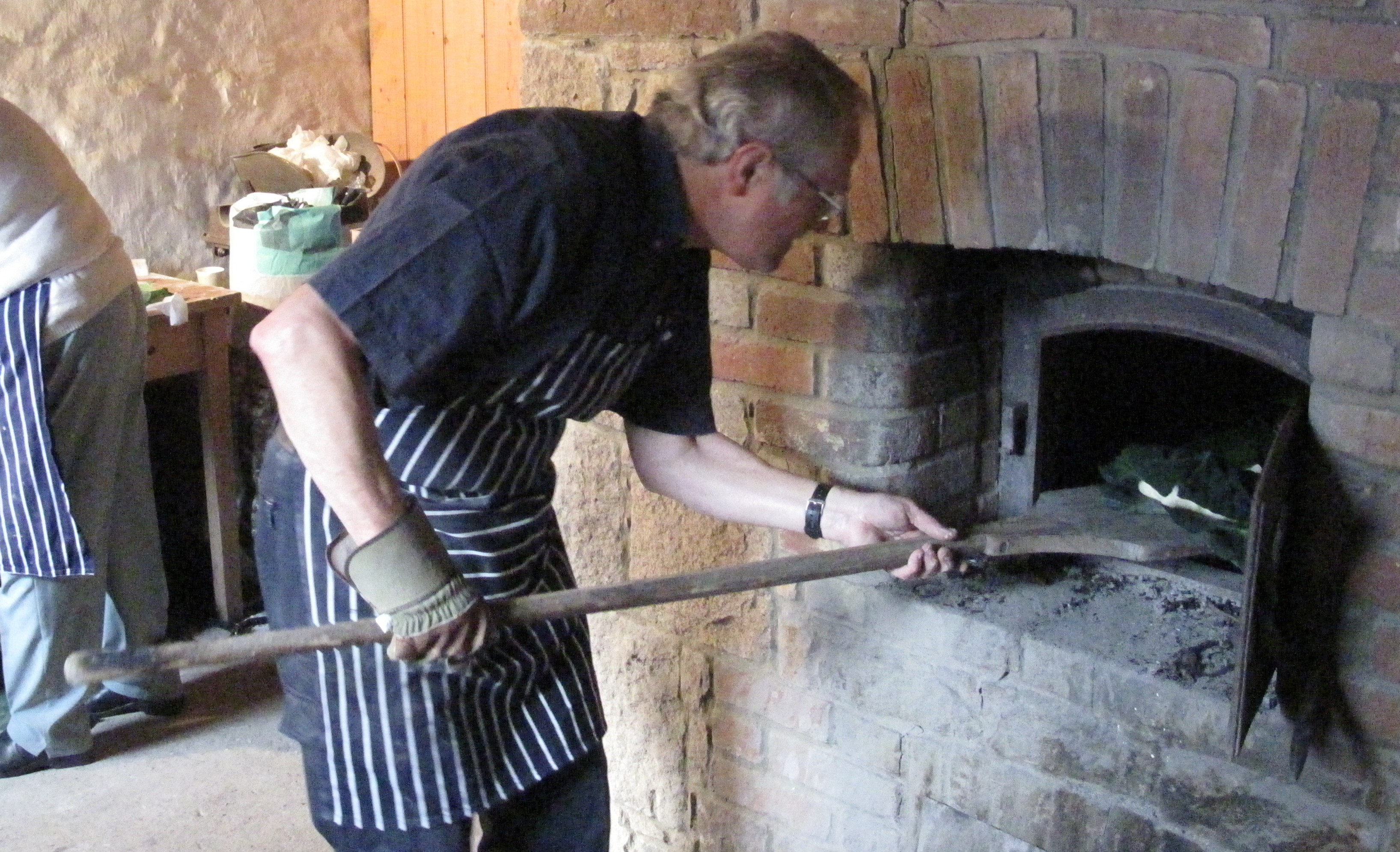
Een bakker gebruikt een ovenstok

Onderstaande lijst bevat een overzicht van alle niet-machinale bakkerijhulpmiddelen. Veel van deze middelen bestaan uit hout, hoewel de HACCP-normen een voorkeur geven om deze te vervangen door plastic. Zie ook de pagina bakkerijmachines.
- Corn (of korn): Dit wordt gebruikt om potten uit te schrapen. Dit is van plastic gemaakt, variërend van grootte. Meestal heeft het de vorm van een halve maan maar dit kan ook rechthoekig zijn.
- Klopper: Wordt gebruikt om lucht onder een substantie te kloppen. Een moderne versie hiervan zijn metalen stokjes met onderaan bolletjes. Er bestaat ook een elektrische variant.
- Maatbeker: Gebruikt om vloeistoffen af te meten. De metalen versie is door de HACCP-normen reeds een lange tijd uit de handel en vervangen door de plastic versie. De aluminium maatbeker is echter wel toegelaten maar deze zijn minder populair omdat ze niet doorzichtig zijn zoals de plastic versie. (werkt handiger).
- Ovenstok: Heeft het uitzicht van een grote spatel. Wordt gebruikt om handmatig brood uit de oven te halen. Dit gebruiksvoorwerp is een twijfelgeval voor de HACCP-normen omdat hout tegenover plastic en metaal een slechte warmtegeleider is.
- Pottenlikker: Dit is een spatel uit zacht plastic waarvan de brede, afgeronde kant de vorm aanneemt van de pot. Wordt net zoals de spatel gebruikt om te mengen.
- Zaagmes: Mes met kleine tanden, vooral gebruikt om biscuits en ander luchtig gebak te snijden.
- Spatel: Houten steel met afgeronde kant om ingrediënten te mengen.
- Spuitmond: zie ook spuitzak. Dit dient om de substantie die in de spuitzak steekt een mooie vorm te geven. Er bestaan tal van vormen: gekartelde, gladde, gespleten, enz.
- Spuitzak: een piramidevormige zak waar men op het uiteinde een spuitmond steekt. Door HACCP-normen zullen de nu nog vaak gebruikte stoffen zakken vervangen worden door de plastic variant.
- Weegschaal: Toestel om af te wegen, moet jaarlijks geijkt worden, dit is een controle om te zien of het toestel nog juist afweegt. Er bestaat hier reeds een elektronische variant van.